# 梅克倫堡的普利比斯拉夫
梅克倫堡的普利比斯拉夫（Pribislaw）是十二世紀的奧博特人首領，尼克洛特之子。他率領斯拉夫人對抗薩克森公爵獅子亨利，但在費爾興戰役被擊敗；1167年獅子亨利將其立為梅克倫堡親王，他的後代即為梅克倫堡家族。他的兒子海因里希·鮑爾溫一世在他死後繼位。

梅克倫堡家族徽章